# Restes de Vallgornera Vell
Les restes de Vallgornera Vell és un jaciment arqueològic situat davant les cases de la possessió de Vallgornera Vell del municipi de Llucmajor, Mallorca.
Les restes estan constituïdes per una paret d'uns 2,5 m d'altura i d'uns 5 m de llargària que formen part d'un talaiot molt destruït, que forma part d'una paret seca moderna que separa dues tanques. Per darrere hi ha restes d'una construcció, però molt arrasada.